# WWE 위민스 챔피언십 (2023년)
WWE 위민스 챔피언십(WWE Women's Championship)은 WWE에 속한 챔피언십중 하나의 챔피언십이다. 1956년부터 2010년까지 존하던 동명의 WWE 위민스 챔피언십와는 명칭만 같고 별도의 역사를 가지고 있었으나, 2016년 9월 5일에 현재의 명칭으로 변경된다. 2023년 6월 9일에 WWE 위민스 챔피언십 명칭으로 되돌려졌다.

## 역사
2016년 레슬매니아 32 이후 WWE에서 디바스 디비전을 위민스 디비전으로 개편하기로 하면서, WWE 디바스 타이틀이 폐지되고 창설되었다.
2016년 9월 5일자로 현재 명칭으로 변경된다.
2023년 6월 9일자로 원래의 명칭 WWE 위민스 챔피언십으로 되돌려졌다.

## 역대 타이틀 명칭
| 타이틀 명칭             | 연도                                                  |
| ----------------------- | ----------------------------------------------------- |
| WWE 위민스 챔피언십     | 2016년 4월 3일 ~ 2016년 9월 4일 2023년 6월 9일 ~ 현재 |
| WWE RAW 위민스 챔피언십 | 2016년 9월 5일 ~ 2023년 6월 9일                       |

## 기록들
- 초대 챔피언 : 샬럿 플레어
- 최장수 챔피언 : 비앙카 벨레어 (419일)
- 최단 기간 챔피언 : 비앙카 벨레어 (1분 35초)
- 최다 챔피언 : 샬럿 플레어 (6회)
- 최중량급 챔피언 : 나이아 잭스 (123kg)
- 최경량급 챔피언 : 알렉사 블리스 (46kg)
- 최고령 챔피언 : 아스카 (41세 243일)
- 최연소 챔피언 : 사샤 뱅크스 (24세 181일)

## 역대 챔피언
- 샬럿 플레어 (초대 챔피언)
- 사샤 뱅크스
- 베일리
- 알렉사 블리스
- 나이아 잭스
- 론다 라우시
- 베키 린치
- 아스카
- 리아 리플리
- 니키 A.S.H.
- 비앙카 벨레어
- 이요 스카이
- 티파니 스트랫턴 (현 챔피언)

## 같이 보기
- WWE 위민스 챔피언십 (1956년~2010년)
- WWE 위민스 월드 챔피언십
- WWE 디바스 챔피언십
- WWF 위민스 태그팀 챔피언십
- WWE 위민스 태그팀 챔피언십
- WWE NXT 위민스 챔피언십
- TNA 녹아웃 월드 챔피언십
- TNA 녹아웃 월드 태그팀 챔피언십
- GFW 위민스 챔피언십
- AEW 위민스 월드 챔피언십